# WCM
WCM (World Championship Motorsports) was een wegrace-team in de MotoGP-klasse dat zijn eigen motorfietsen bouwde.

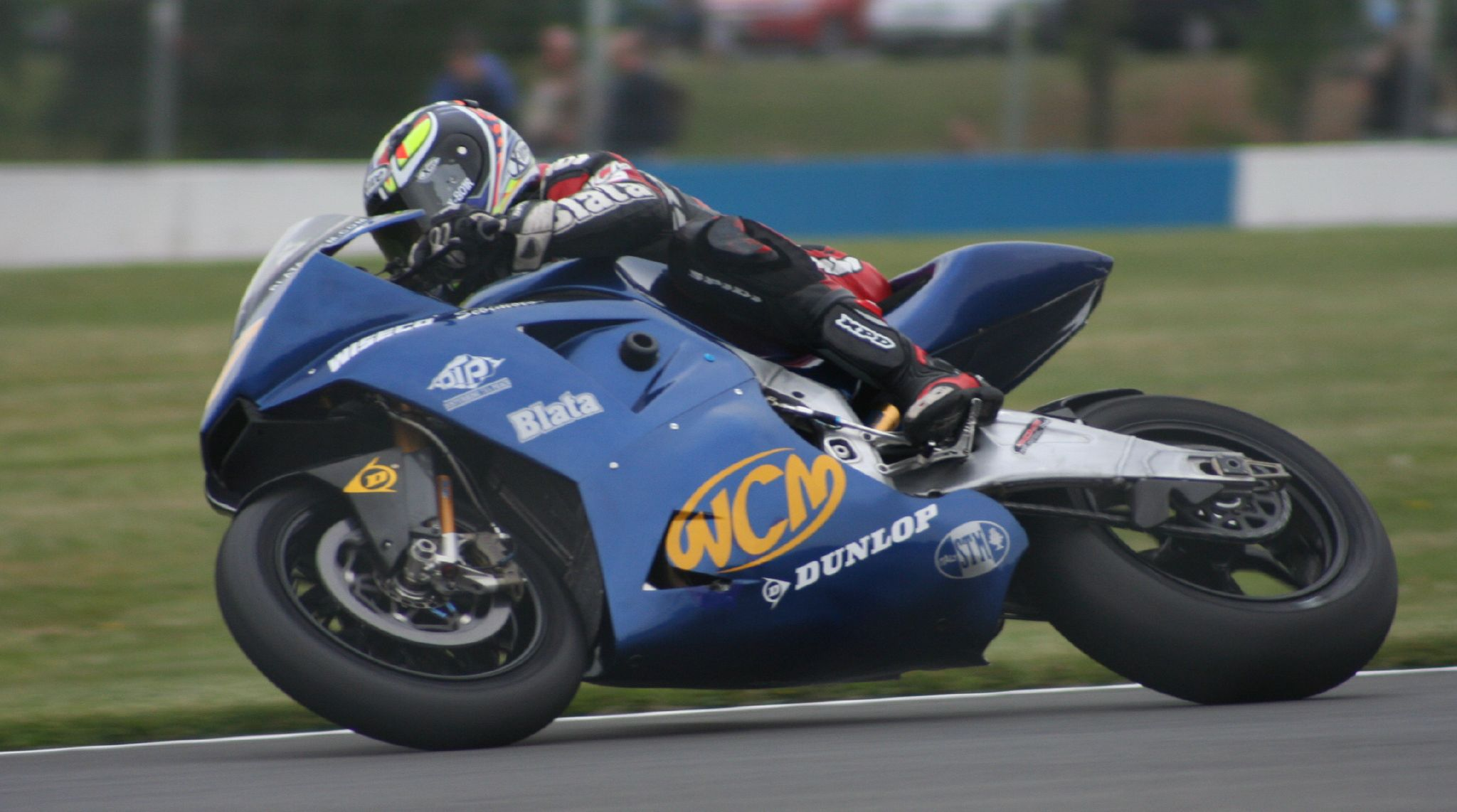
James Ellison op de Blata-WCM, Donington Park 2005

Het raceteam WCM van de Amerikanen Bob MacLean en Peter Clifford werd in 1992 opgericht. In 2004 nam men aan de MotoGP-klasse deel met motorfietsen die gebaseerd waren op de Yamaha YZF-R1. De frames werden gebouwd door Harris, waardoor de teamnaam "WCM-Harris"" werd. Het gebruik van bestaande motoren was aantrekkelijk geworden omdat de relatief nieuwe MotoGP-klasse open stond voor 990cc-viertaktmotoren, die al volop voor het publiek leverbaar waren. De "oude" 500cc-klasse was met tweetaktmotoren bestreden, die niet in straatmodellen werden gebruikt. Een succes werd het echter niet omdat de rest van de deelnemers met speciaal ontwikkelde motoren voor deze klasse aan de start kwam. 
Omdat de WCM-machines te veel “standaard” waren, duurde het even voordat men daadwerkelijk mocht deelnemen. In 2005 ging men samenwerken met het Tsjechische merk Blata, dat een V6-krachtbron ontwikkelde. Het team verscheen toen onder de naam Blata-WCM, maar de introductie van de nieuwe motor werd voortdurend vooruitgeschoven en uiteindelijk nam de machine nooit aan races deel, waardoor men terug moest grijpen naar de WCM-Harris. WCM besloot om in het seizoen 2006 niet meer deel te nemen. Ook in 2007 werd er door dit team, dat inmiddels met een 250cc-machine uitkwam, niet meer geracet, wegens het terugtrekken van een sponsor.